# 陶インターチェンジ
陶インターチェンジ（すえインターチェンジ）は、山口県山口市陶に位置する、国道2号小郡道路のインターチェンジである。

## 概要
当インターチェンジは、嘉川IC方面のみ接続のハーフインターチェンジであり、山口南ICとの間は自動車専用道路部と一般道路部が平行しているので注意を要する。
自動車専用道路部は山陽自動車道山口南ICに直結している（小郡道路起点と国道2号周南方面が接続していない）ため、小郡道路から国道2号周南方面へ向かうにはここで一般道路部に降りる必要がある（当インターを過ぎると、東行きは山陽道まで出口が無い）。
なお、現地には一般道と自専道の分岐を示す標識が設置されているのみで、陶ICの表記はない。

## 道路
- E2 国道2号小郡道路

## 接続する道路
- 国道2号（一般道区間）

山口県道335号江崎陶線は国道2号周南方面（一般道路部）とのみ接続している。自動車専用道路部には両方向とも接続しておらず（山口南ICへは国道2号の一般道路部を介して接続）、嘉川方面からの側道とも接続していない。

## 周辺
- 山口市立陶小学校

## 隣
E2 小郡道路
山口南IC - 陶IC - 名田島IC